# Susanne Beyer (Leichtathletin)

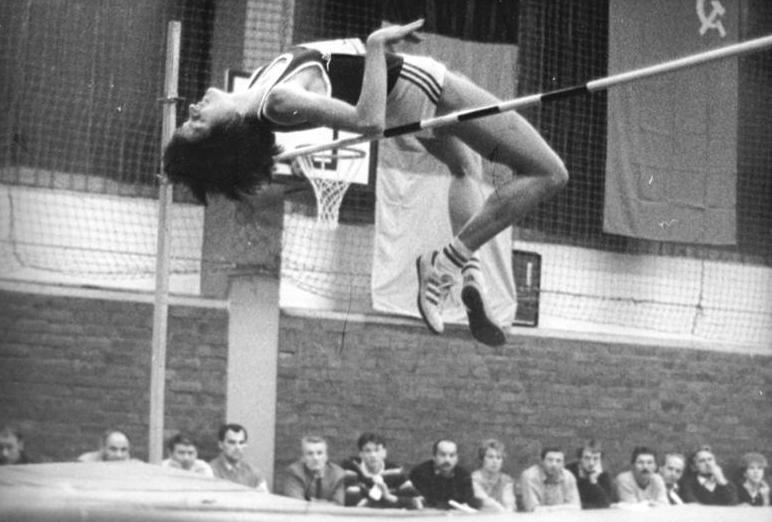
Susanne Beyer beim Hochsprung mit Musik

Susanne Beyer (geb. Helm; * 24. Juni 1961 in Suhl) ist eine ehemalige Leichtathletin aus der Deutschen Demokratischen Republik (DDR). Sie gehörte in den 1980er Jahren zur Weltspitze im Hochsprung.

## Leben
Sie übersprang 1987 als erste Frau der DDR in der Halle die magische Höhe von 2,00 Metern beim traditionellen Hochsprung mit Musik in Arnstadt, und verbesserte damit die fünf Jahre alte Bestmarke von Andrea Bienias um einen Zentimeter. Damit war sie die dritte Hochspringerin der Welt, die in der Halle die 2-Meter-Marke übersprang.
Ihr größter Erfolg im Freien ist der dritte Platz bei den Weltmeisterschaften 1987 in Rom mit persönlicher Bestleistung von 1,99 m. Außerdem gewann sie bei den Hallenweltmeisterschaften 1987 Silber (2,02 m) und bei den Halleneuropameisterschaften 1985 Silber (1,97 m) und 1987 Bronze (1,91 m).
Weitere Starts bei internationalen Höhepunkten: 
- Weltmeisterschaften 1983: Platz 7 (1,88 m; Qualifikation: 1,90 m)
- Europacup 1985: Platz 3 (1,96 m)
- Weltcup 1985: Platz 3 (1,97 m)
- Europameisterschaften 1986: Platz 4 (1,90 m)

1983, 1985 und 1987 wurde sie DDR-Meisterin, in der Halle gewann sie 1984 und 1987. Susanne Beyer startete für den SC Dynamo Berlin (Trainer Klaus Beer). In ihrer aktiven Zeit wog die 1,76 m große Athletin 58 kg. In den nach der Wende öffentlich gewordenen Unterlagen zum Staatsdoping in der DDR fand sich bei den gedopten Sportlerinnen auch der Name von Beyer.